# Criatura Perfeita
Perfect Creature (bra/prt: Criatura Perfeita) é um filme neozelando-britânico de 2006, dos gêneros ação, fantasia, ficção científica e terror, escrito e dirigido por Glenn Standring.

## Elenco
- Dougray Scott .... Silus

- Saffron Burrows .... Lilly

- Leo Gregory .... Edgar

- Scott Wills .... Jones

- Stuart Wilson .... Augustus

- Craig Hall .... Dominic

- Robbie Magasiva .... Frank

- Lauren Jackson .... Stephanie Kelly

- Peter McCauley .... professor Liepsky

- Rachel House .... policial forense